# Cyriel Buysse

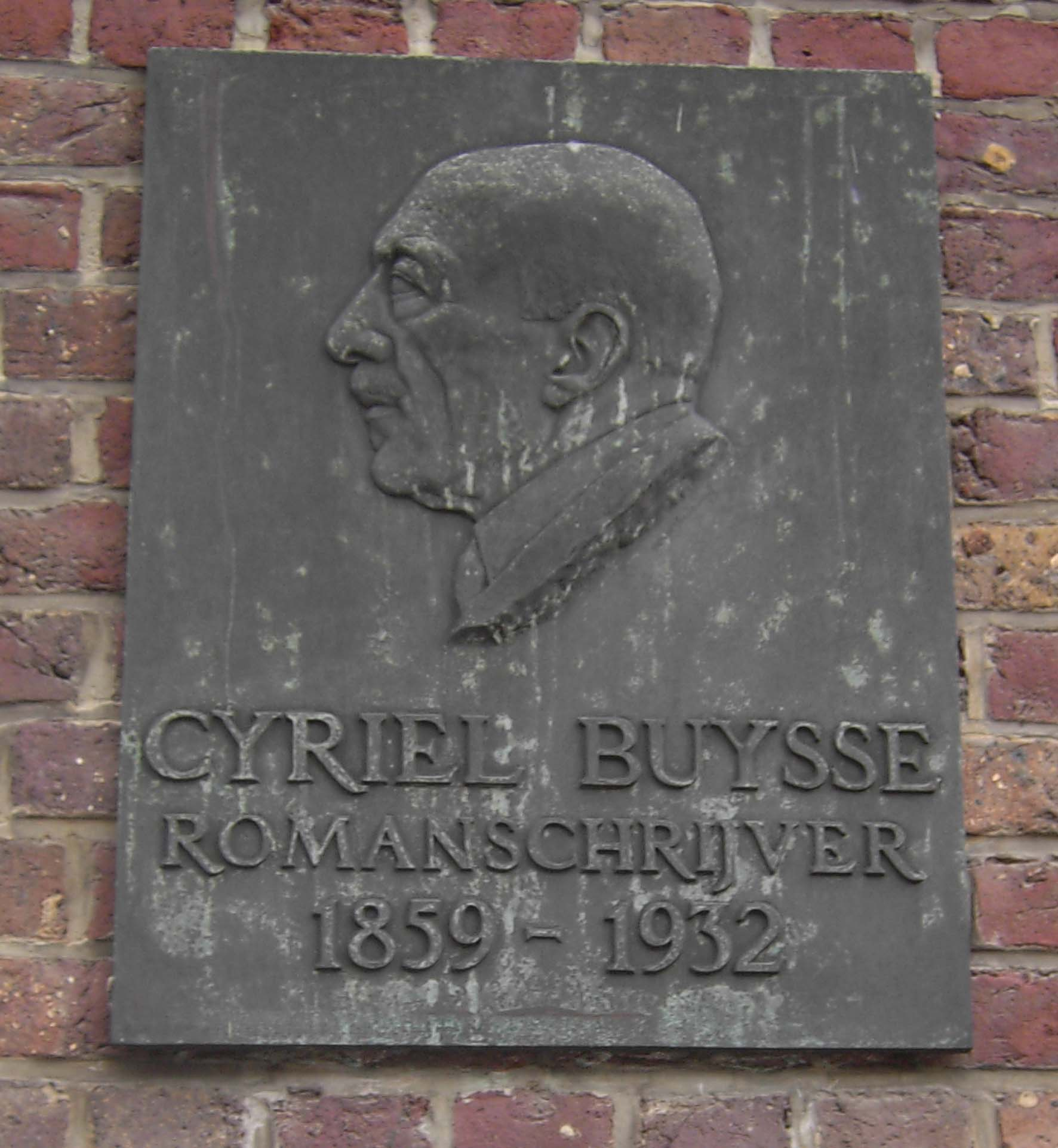
Placa conmemorativa en Nevele.

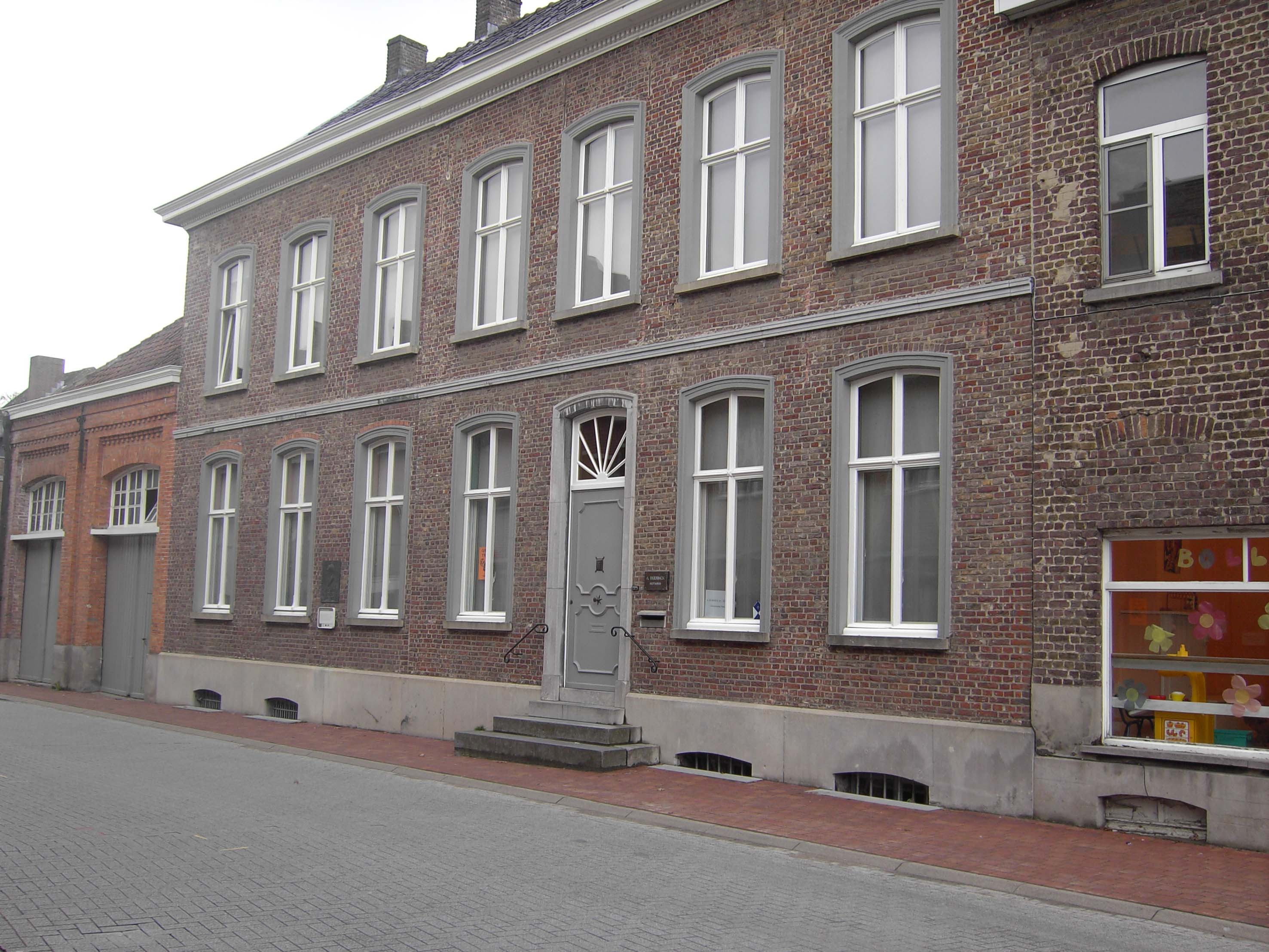
Casa natal de Cyriel Buysse, en Nevele.

Cyriel Buysse (Nevele, 20 de septiembre de 1859- Afsnee 25 de julio de 1932) fue un escritor naturalista belga neerlandófono. También escribió con los pseudónimos: Louis Bonheyden, Prosper Van Hove y Robert Palmer.

## Biografía
Nacido en Nevele, en  la Provincia de Flandes Oriental en el seno de una familia acomodada. Empezó a trabajar en la fábrica de su familia antes de terminar sus estudios en Gante como quería su padre. 
Siguiendo las recomendaciones de su tía, la poetisa flamenca Virginie Loveling comenzó a escribir con veintiséis años, y después de que su padre descubriera que frecuentaba a una muchacha que había conocido en un café local, tuvo que abandonar su tierra y vivió en Estados Unidos de 1886 a 1896. 
Fue un célebre escritor naturalista en la tradición de Stijn Streuvels, Émile Zola o Guy de Maupassant. Recibió una educación en francés como la mayor parte de los flamencos acomodados de la época, aunque rara vez usó este idioma. Su estilo se caracteriza por una profunda simpatía por el hombre cuyas existencias en sus personajes describe de una manera vivaz y con realismo. 
En 1893, cofundó la revista Van Nu en Straks con Prosper Van Langendonck, August Vermeylen y Emmanuel De Bom, que abandonó ese mismo año, año en el que publicó su primera novela. En 1903, cofundó con Louis Couperus y Willem Gerard van Nouhuys la revista Groot Nederland
Casó con la joven viuda neerlandesa Nelly Dyserinck en 1896, con la que pasó muchos inviernos en La Haya (en verano se quedaban en Bélgica) y fue padre en 1897.
Durante la ocupación alemana en la Primera Guerra Mundial se mantuvieron en los Países Bajos y colaboró en el periódico De Vlaamsche Stem. En 1918, tras el armisticio, regresaron a Bélgica donde recibió el Driejaarlijkse Staatsprijs voor het Proza en 1921, fue recibido en la Koninklijke Vlaamse Academie voor Taal- en Letterkunde en 1930, y en 1932, el rey Alberto I de Bélgica lo nombró barón.
Su pieza naturalista Het gezin van Paemel (La Familia van Paemel, 1902) fue llevada al cine en 1986 por Paul Cammermans.

### Libros
- Guusje en Zieneken (1887)
- Twee herinneringen uit Amerika (1888)
- Beter laat dan nooit (1891)
- Het huwelijk van neef Perseyn (1893)
- Het recht van den sterkste (novela 1893)
- De biezenstekker (1894)
- Sursum corda! (1894)
- Wroeging (1895)
- Mea culpa (1896)
- Op 't Blauwhuis (novela 1897)
- De zwarte kost (1898)
- Schoppenboer (novela 1898)
- Uit Vlaanderen (ensayo 1899)
- Te lande (1900)
- Een Leeuw van Vlaanderen (1900)
- Van arme menschen (1901)
- Daarna (1903)
- Aan 't strand (1903)
- Tusschen Leie en Schelde (1904)
- In de natuur (1905)
- Het Verdriet van meneer Ongena (1906)
- Het leven van Rozeke van Daelen (novela 1906)
- Het Bolleken (novela 1906)
- Lente (1907)
- Het volle leven (novela 1908)
- Ik Herinner mij (ensayo 1909)
- De eenzame (1909)
- Het "ezelken", wat niet vergeten was (novela 1910)
- De vroolijke tocht (ensayo 1911)
- Stemmingen (ensayo 1911)
- Levensleer (con Virginie Loveling 1911)
- De nachtelijke aanranding (novela 1912)
- Per auto (ensayo 1913)
- Van hoog en laag (ensayo 1913)
- Oorlogsvizioenen (ensayo 1915)
- Zomerleven (1915)
- Een vroolijk drietal (ensayo 1916)
- Van een verloren zomer (1917)
- De roman van den schaatsenrijder (1918)
- De strijd (1918)
- De twee pony's (ensayo 1919)
- Plus-que-parfait (novela 1919)
- Zooals het was... (novela 1921)
- Uit de bron (1922)
- De Laatste Ronde (ensayo 1923)
- Tantes (novela 1924)
- Typen (1925)
- Uleken (novela 1926)
- Kerels (ensayo 1927)
- Dierenliefde (ensayo 1928)
- De schandpaal (ensayo 1928)
- Wat wij in Spanje en Marokko zagen (ensayo 1929)
- Uit het leven (relatos cortos 1930)
- Twee werelden (1931)
- Rivièra-impressies (ensayo 1932)
- Verzameld werk (7 vol.) (1974-1982)

### Teatro
- De plaatsvervangende vrederechter (1895)
- Driekoningenavond (1899)
- Maria (1900)
- Het gezin van Paemel (1903)
- De landverhuizers (1904)
- De sociale misdaad (1904)
- Se non è vero... (1905)
- Het recht (1908)
- Sususususut (1921)
- Jan Bron (1921)